# Festival international du film de Téhéran
Le Festival international du film de Téhéran (جشنواره جهانی فیلم تهران) était un festival annuel qui se tenait en Iran avant la révolution iranienne de 1979.

## Descriptif
Dans ce festival, des films sélectionnés du cinéma iranien sont en compétition avec des œuvres d'autres pays.
La première édition du festival a eu lieu en 1973 et la dernière édition (la sixième) a eu lieu en 1977. Le festival a été fermé après la révolution et après 4 ans, il s'est tenu en même temps que le Festival du film de Fajr.
Le Festival international du film de Téhéran a été organisé avec le soutien du bureau spécial de Farah Pahlavi.